# Embaixada da Tanzânia em Brasília
A Embaixada da Tanzânia em Brasília é a principal representação diplomática da Tanzânia no Brasil. É a única opção consular do país africano na América do Sul, sendo acreditada também para Argentina, Trinidad e Tobago, Barbados, Chile, Colômbia, Guiana, Jamaica, Peru e Venezuela.
Fica no Setor de Habitações Individuais Sul, no Lago Sul. O atual embaixador é Emmanuel John Nchimbi, no cargo desde 2015.

## História
Brasil e Tanzânia estabeleceram relações diplomáticas em 1970, com a embaixada brasileira de Dar es Salã sendo inaugurada em 1979, e a embaixada tanzaniana em Brasília em 2007. A embaixada brasileira foi desativada em 1991, mas reativada em março de 2005.

### Embaixadores
| Embaixador            | Período         |       |
| --------------------- | --------------- | ----- |
| Joram Mukama Biswaro  | 2007-2010       | [ 4 ] |
| Francis Malambugi     | 2010-2015       | [ 4 ] |
| Emmanuel John Nchimbi | 2015-atualmente | [ 3 ] |

## Serviços
A embaixada realiza os serviços protocolares das representações estrangeiras, como o auxílio aos tanzanianos que moram no Brasil e aos visitantes vindos da Tanzânia e também para os brasileiros que desejam visitar ou se mudar para o país africano. Os brasileiros no país estão em número pequeno, sendo estimados em 85 em toda a Tanzânia.  A Tanzãnia também tem um consulado honorário em Curitiba. Além dela, a embaixada é a única opção consular da Tanzânia no Brasil e em toda a América do Sul, sendo que sua jurisdição cobre também Argentina, Trinidad and Tobago, Barbados, Chile, Colômbia, Guiana, Jamaica, Peru e Venezuela.
Outras ações que passam pela embaixada são as relações diplomáticas com o governo brasileiro nas áreas política, econômica, cultural e científica. As diplomacias de ambos os países conseguiram renogociar as dívidas do país africano, o que permitiu retomar as relações econômicas e comerciais. O Brasil tem interesse na Tanzânia nas áreas de infraestrutura, incremento dos negócios e financiamento de exportações.